# Пливање на Летњим олимпијским играма 2024 — 400 м мешовито за мушкарце
Трке на 400 метара мешовитим стилом за мушкарце на Летњим олимпијским играма 2024. одржале су се 28. јула (квалификације и финале) на базену Дефанс арене у Паризу. Трка на 400 метара мешовитим стилом је тако по 16. пут била део званичног олимпијског програма од њеног званичног дебија на ЛОИ 1968. године. 
За трке у овој дисциплини било је пријављено 16 такмичара из 12 земаља. 
Титулу олимписјког победника освојио је француски репрезентативац Леон Маршан, који је у финалу испливао и нови олимпијски рекорд у овој дисциплини, са временом од 4:02.95 минута. Сребрну медаљу је освојио Јапанац Томојуки Мацушита, док је Американац Карсон Фостер заузео треће место и освојио бронзану медаљу.  

## Освајачи медаља
|                   | Резултат   |                         | Резултат |                     | Резултат |
|                   |            |                         |          |                     |          |
| Леон Маршан (FRA) | 4:02.95 ОР | Томојуки Мацушита (JPN) | 4:08.62  | Карсон Фостер (USA) | 4:08.66  |

## Званични рекорди
Пре почетка такмичења, званични рекорди у овој дисциплини су били следећи:
|                      | Име               | Резултат | Место           | Датум            |
| -------------------- | ----------------- | -------- | --------------- | ---------------- |
| Светски рекорд СР    | Леон Маршан (ФРА) | 4:02.50  | Фукуока (Јапан) | 23. јул 2023.    |
| Олимпијски рекорд ОР | Мајкл Фелпс (САД) | 4:03.84  | Пекинг (Кина)   | 10. август 2008. |

Током трајања такмичења постављен је следећи рекорд:
| Датум   | Трка   | Пливач      | Репрезентација | Резултат | Рекорд |
| ------- | ------ | ----------- | -------------- | -------- | ------ |
| 28. јул | Финале | Леон Маршан | Француска      | 4:02.95  | ОР     |

## Квалификационе норме
Квалификациона норма за учешће у овој дисциплини износила је 4:12.50 и сви пливачи који су испливали трку у том времену на неком од званичних такмичења у периоду између 1. марта 2023. и 23. јуна 2024, стекли су право да учествују на Ирама у Паризу. У случају да довољан број пливача нема испливану квалификациону норму, следећи параметар је било селекционо време од 4:13.56 секунди. Свака од земаља је имала право да учествује са по максимално два такмичара по дисциплини, под условом да оба такмичара имају испливану квалификациону норму. Одређен број учесничких квота је попуњен на основу специјалних позивница земљама које немају квалификованих спортиста у пливању.

## Резултати квалификација
Квалификационе трке у дисциплини 400 метара мешовитим стилом за мушкарце су пливане 28. јула у јутарњем делу програма, са почетком од 11.15 часова по локалном времену (UTC+2). У квалификацијама је учествовало 16 пливача из 12 земаља, пливало се у 2 квалификационе групе, а директан пласман у финале остварило је 8 пливача са најбољим резултатима.
| Пласман | Трка | Стаза | Пливач               | НОК                       | Резултат | Нап.  |
| ------- | ---- | ----- | -------------------- | ------------------------- | -------- | ----- |
| 1.      | 2    | 4     | Леон Маршан          | Француска                 | 4:08.30  | КВ    |
| 2.      | 2    | 3     | Макс Личфилд         | Уједињено Краљевство      | 4:09.51  | КВ    |
| 3.      | 2    | 5     | Даија Сето           | Јапан                     | 4:10.92  | КВ    |
| 4.      | 1    | 4     | Карсон Фостер        | Сједињене Америчке Државе | 4:11.07  | КВ    |
| 5.      | 1    | 6     | Томојуки Мацушита    | Јапан                     | 4:11.18  | КВ    |
| 6.      | 1    | 3     | Алберто Рацети       | Италија                   | 4:11.52  | КВ    |
| 6.      | 2    | 6     | Луис Клербурт        | Нови Зеланд               | 4:11.52  | КВ    |
| 6.      | 2    | 8     | Седрик Бисинг        | Немачка                   | 4:11.52  | КВ НР |
| 9.      | 2    | 7     | Балаж Холо           | Мађарска                  | 4:12.20  |       |
| 10.     | 1    | 8     | Џанг Џаншуо          | Кина                      | 4:12.71  |       |
| 11.     | 1    | 5     | Чејс Калиш           | Сједињене Америчке Државе | 4:13.36  |       |
| 12.     | 1    | 1     | Вилијам Петрик       | Аустралија                | 4:13.58  |       |
| 13.     | 2    | 2     | Брендон Смит         | Аустралија                | 4:14.36  |       |
| 14.     | 1    | 7     | Габор Зомбори        | Мађарска                  | 4:14.88  |       |
| 15.     | 1    | 2     | Апостолос Папастамос | Грчка                     | 4:15.32  |       |
| 16.     | 2    | 1     | Тристан Јанкович     | Канада                    | 4:18.23  |       |

## Резултати финала
Финална трка је пливана 28. јула у вечерњем делу програма, са почетком од 20.30 по локалном времену.
| Пласман | Стаза | Пливач            | НОК                       | Резултат | Нап. |
| ------- | ----- | ----------------- | ------------------------- | -------- | ---- |
|         | 4     | Леон Маршан       | Француска                 | 4:02.95  | ОР   |
| 2       | 2     | Томојуки Мацушита | Јапан                     | 4:08.62  |      |
| 3       | 6     | Карсон Фостер     | Сједињене Америчке Државе | 4:08.66  |      |
| 4.      | 5     | Макс Личфилд      | Уједињено Краљевство      | 4:08.85  | НР   |
| 5.      | 7     | Алберто Рацети    | Италија                   | 4:09.38  |      |
| 6.      | 1     | Луис Клербурт     | Нови Зеланд               | 4:10.44  |      |
| 7.      | 3     | Даија Сето        | Јапан                     | 4:11.78  |      |
| 8.      | 8     | Седрик Бисинг     | Немачка                   | 4:17.16  |      |